# La Lumière (journal)
Pour les articles homonymes, voir Lumière (homonymie).
La Lumière est une publication française fondée à Paris en 1851 et disparue en 1867. Elle fut à ses débuts l'organe de presse de la Société héliographique et le premier périodique consacré aux expérimentations photographiques.

## Histoire du support
En janvier 1851 est fondée à Paris la Société héliographique dont le but premier est « par l'association, de hâter les perfectionnements de la photographie ».
Membre fondateur du bureau, Benito R. de Monfort s'empresse de publier le 9 février un hebdomadaire de 4 pages format journal dans les pages duquel il livre les statuts de la Société, revient sur l'invention de Nicéphore Niépce et annonce les activités à venir de l'association.
Le siège est situé au 15 rue de l'Arcade soit dans les murs même de la Société héliographique, un immeuble qui appartient à Monfort. C'est à cette adresse que Roger Fenton se rendit lorsqu'il vint à Paris rencontrer les membres de la Société héliographiques dont il laissa une description assez minutieuse, révélant que « l'appartement, disposant de cinq pièces, ouvrant sur une terrasse spacieuse avec un excellent éclairage, est dédié aux fins de la société. Une salle est entièrement occupée (...) avec des échantillons (...), la plupart des métaux, une autre est adaptée pour le laboratoire, avec des rideaux jaunes abritant de la lumière... Au rez-de-chaussée, M. [Louis] Puech a ouvert une boutique-laboratoire, dédiée à la préparation et à la vente de matériel photographique ».
Sous-titré « journal non politique hebdomadaire, beaux-arts, héliographie, sciences », La Lumière eut pour cette première formule une existence assez courte puisque seulement 38 numéros sortirent des presses jusqu’au 29 octobre 1851. Durant cette période, Monfort s'entoure de François-Auguste Renard (1806-1890), un élève d'Hippolyte Bayard nommé secrétaire de rédaction, et de Jules-Claude Ziegler, principal rédacteur. Il y eut très peu d'illustrations (au moins deux gravures) pour un prix relativement élevé. La Lumière possède un correspondant à Londres nommé Charles Durand Gardissal.
Dans la livraison du 11 mai, un article met en avant des vitraux héliographiques exposés lors de la Grande Exposition de Londres, tandis que certains philanthropes américains commencent par ailleurs à proposer des prix pour récompenser d'éventuelles avancées techniques.
La majeure partie des savants intéressés par ces questions photographiques contribuent au journal. Des encarts publicitaires vantent les procédés daguerréotypes de Charles Chevalier, Lerebours et Secrétan, ou les produits chimiques de Véron et Fontaine, etc.
En octobre, Monfort revend à Alexis Gaudin (1816-1894) son journal et part fonder Cosmos en mai 1852, un hebdomadaire consacré aux progrès scientifiques, embarquant avec lui une partie de la rédaction.
Une deuxième formule sort le 16 novembre 1851, sous-titrée cette fois « revue de la photographie, beaux-arts, héliographie, sciences ». La direction est reprise donc par Alexis Gaudin, spécialisé dans l'édition de vues stéréoscopiques, qui est le frère du chimiste Marc Antoine Gaudin, lui-même devenant en 1864 directeur de publication. La parution est désormais bimensuelle mais le prix reste inchangé. Alexis Gaudin s'entoure à la rédaction de son propre frère (qui est « calculateur du bureau des longitudes »), du jeune physicien italien Gilberto Govi (1826-1889) et d'Ernest Lacan (1828-1879) qui est nommé par la suite rédacteur en chef. Cette formule va durer jusqu'en 1867, devenant peu à peu une vitrine pour les frères Gaudin, puisque Charles (1825-1905), le troisième membre de cette fratrie, finit par devenir le propriétaire du journal, mettant en avant sa boutique parisienne de ventes et de productions photographiques située 9 rue de la Perle, tout en continuant à exposer les évolutions techniques des différents procédés chimico-photographiques.
Une édition en fac-similé des dix premières années (1851 à 1860) de la revue est publiée en 1995 aux éditions Jeanne Laffitte,,.